# デリック・ローズ
デリック・マーテル・ローズ（Derrick Martell Rose, 1988年10月4日 - ）は、アメリカ合衆国イリノイ州シカゴ出身の元プロバスケットボール選手。現役時代のポジションはポイントガード。NBAシーズンMVPの史上最年少受賞者である。

## 高校・大学時代

### 高校
高校はシメオンキャリア・アカデミー高校に進学。1年目から19.8得点、5.1リバウンド、8.3アシストの成績を記録。その後も順調に成績を伸ばし、3年目の2005-06シーズンには20.1得点、5.4リバウンド8.7、アシストを記録し、チームを州チャンピオンに導いた。最終学年の2006-07シーズンには25.2得点、9.1リバウンド、8.8アシストとトリプルダブルに迫る数字を記録し、チームはシーズン33勝2敗を記録、シカゴ・パブリック・リーグでは初となる州チャンピオン連覇を達成した。このシーズンには全米に向けてテレビ中継された試合で、全米ランキング1位のオークヒル・アカデミーを78-75で破った。オークヒルがこのシーズンに敗北を喫したのはこの試合だけであり、28得点、8リバウンド、9アシストの活躍をしたローズは、一躍注目の的となった。
ローズは高校オールスターゲームに当たるジョーダン・ブランド・ゲーム、マクドナルドオールアメリカンゲームに出場し、またナイキ・フープサミットではアメリカ代表選手となった。個人賞ではマクドナルド選出オールアメリカンチーム、USAトゥデイ紙、パレード誌、EA Sports選出のオールアメリカンファーストチームに選ばれている。ローズ在学中のチーム成績は120勝12敗であり、ローズは高校生選手の中ではNo.1のポイントガードであると目されるようになる。

### 大学

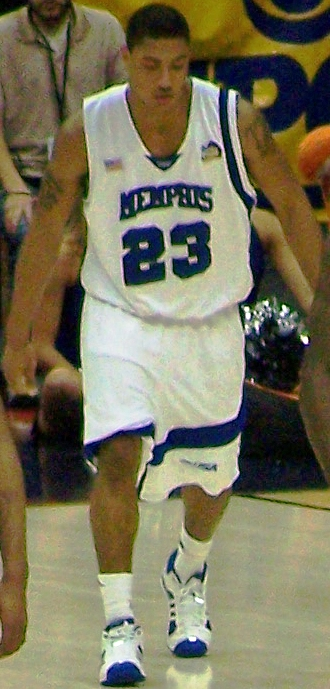
メンフィス大学でのローズ

大学はメンフィス大学に進学。1年目からチームの司令塔を務め、14.9得点、4.5リバウンド、4.7アシストを記録。ローズとクリス・ダクラス＝ロバーツのバックコートコンビに率いられたチームはレギュラーシーズン中は1敗しかせず、NCAAトーナメントも順調に勝ち抜いた。Final4では優勝候補のケビン・ラブ率いるUCLAと対決、ローズは25得点を記録してUCLAを破り、メンフィス大は1973年以来となる決勝に進出した。
決勝ではブランドン・ラッシュ擁するカンザス大学と対決。ローズは後半だけで16得点を記録し、残り2分を切ってメンフィス大が9点のリードを奪い、勝利をほぼ手中に収めたかに見えた。しかしここからカンザス大が一気に点差を詰め、残り2秒でついに63-63の同点に追いつかれてしまい、試合はオーバータイムへ突入。メンフィス大はオーバータイムで力尽き、68-75でも同校初の優勝には届かなかったものの、チームを決勝に導く働きをしたローズはトーナメントのオールFinal4チームに選ばれた。
トーナメント終了後、ローズは2008年のNBAドラフトにアーリーエントリーした。

## NBAキャリア

### シカゴ・ブルズ
2008-09シーズン

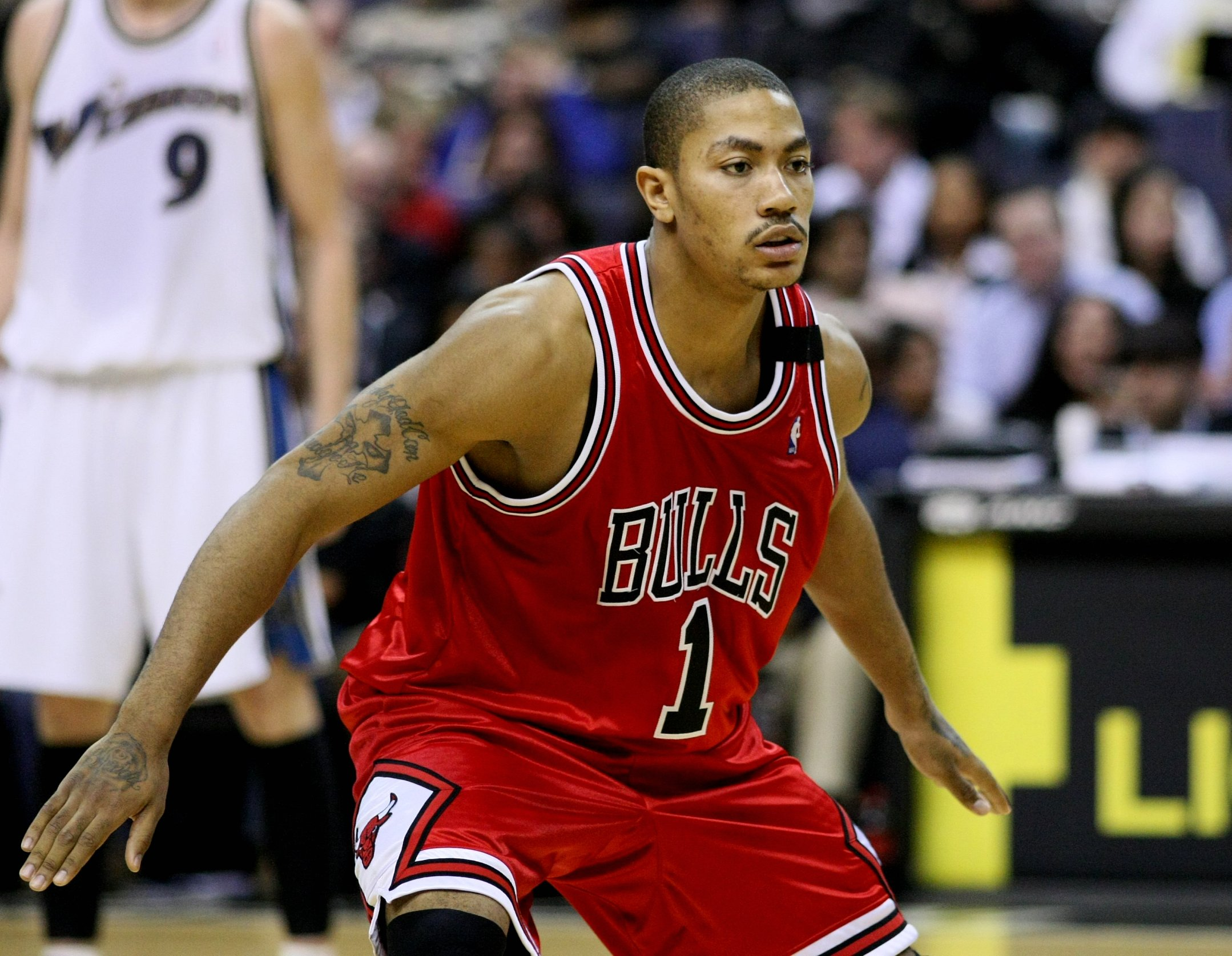
ルーキーシーズンのローズ

この年のドラフトではローズか、あるいはカンザス州立大学出身のマイケル・ビーズリーが全体1位指名候補だったが、ドラフトロッタリーでシカゴ・ブルズが確率1.7%から1位指名権を引き当てた時点で、ローズの全体1位指名がほぼ確実となった。再建を目指すブルズにとって、地元出身のローズはフランチャイズビルダーとして打ってつけの選手であり、ローズはブルズから全体1位指名を受けてNBA入りを果たした。ガードポジションの選手がドラフト1位指名されるのは、1996年のアレン・アイバーソン以来となった。
新エースとしてブルズに迎えられたローズは、その期待に応え、1年目からチームのエースとして活躍。シーズン中のジョン・サーモンズ、ブラッド・ミラー獲得も手伝い、前年大不振に陥ったブルズを建て直し、勝率5割に復帰させ、プレーオフにも導いた。自身は16.8得点、6.3アシストの成績を残して新人王を受賞した。
プレーオフでは新人らしからぬ成果をあげる。1回戦で前年の優勝チーム、ボストン・セルティックスと対決するが、第1戦でローズ率いるブルズはレギュラーシーズンの勝率でブルズを遥かに上回るセルティックスを破って世間を驚かせた。この試合でローズは36得点、11アシストの活躍で、新人のプレーオフデビュー戦としては、36得点はカリーム・アブドゥル＝ジャバーの記録と並ぶNBA記録タイとなった。その後もブルズはセルティックスに対して一歩も引かず、トリプルオーバータイムまでもつれた第6戦終盤には、ローズがレイジョン・ロンドのシュートをブロックし、ブルズの勝利を決定付けた。ブルズは第7戦で敗れたが、このシリーズはプレーオフ史上最高の1回戦と賞賛された。
2009-10シーズン
このシーズンでローズは更なる飛躍を見せる。しかしローズにとって2年目となるこの年は、足首を負傷したまま始まった。この故障の影響でプレシーズンマッチ欠場を余儀なくされてしまい、前年度の新人王は出鼻を挫かれることとなってしまう。レギュラーシーズン開幕戦には何とか間に合い、チームはサンアントニオ・スパーズとの試合に勝利する。この故障は11月までローズを悩ませるが、完治した後は2年目の成長した姿を周囲に示すこととなる。
この年のオフに、チームは来期の大物FAを獲得するために得点源であったベン・ゴードン、ジョン・サーモンズらを放出し、ローズには得点面での期待も寄せられていた。その期待に応えるように、定評のあったペネトレイトだけではなくミドルレンジからのジャンプシュートを決めるシーンも多くなり、シュート本数が1試合平均で2.7本増加したにもかかわらず平均フィールドゴール%は前年を上回った。
2010年1月28日には、キャリア初となるNBAオールスターのリザーブメンバーに選出された。これはチームにとっても1998年にマイケル・ジョーダンが選出されて以来の快挙となった。このゲームでローズは8得点、4アシスト、3スティールという成績を残した。
2010年4月13日のボストン・セルティックス戦ではキャリアハイとなる39得点を記録し、チームの勝利に貢献。ローズの成長と共に、チームは勝率5割を維持することに成功した。通算成績41勝41敗でレギュラーシーズンを終え、東地区8位で2年連続となるプレーオフ進出を果たす。自身はこのシーズン、平均20.8得点、6.3アシスト、3.9リバウンドの成績を残した。
プレーオフではレブロン・ジェームズ率いる2年連続リーグ最高勝率チームのクリーブランド・キャバリアーズと対戦。レギュラーシーズンを大きく上回る平均26.8得点、7.2アシストの成績で健闘するものの、1勝4敗で敗退し2年目のシーズンを終えた。
また、この年ローズのジャージはリーグ全体で4位の販売数を記録した。
2010-11シーズン

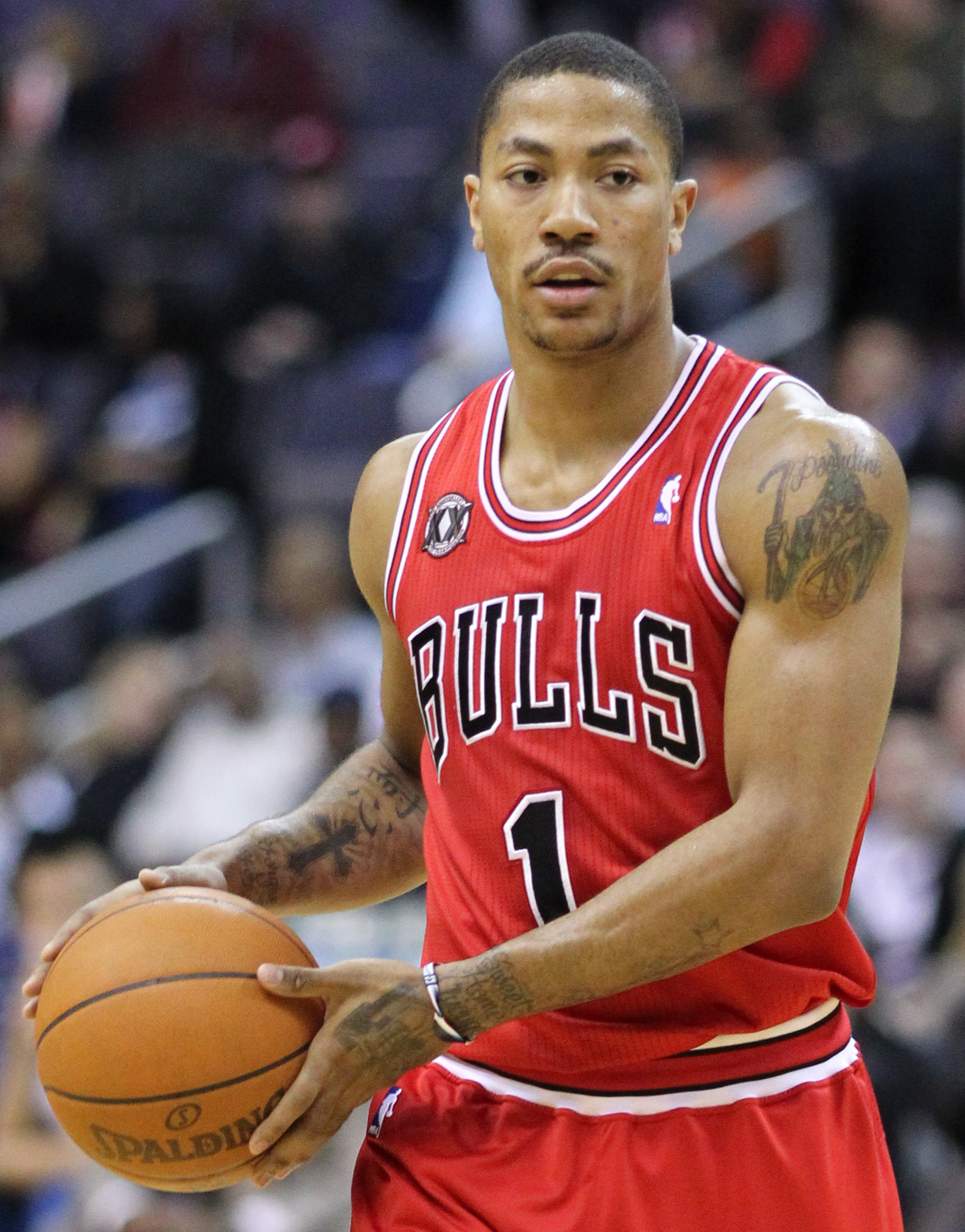
2011年のローズ

この年の夏にはトルコで開催された世界選手権にアメリカ代表メンバーとして出場。北京五輪のメンバーが次々と辞退する中で、若手主体となったこのチームの司令塔を任された。固いディフェンスと素早いトランジションを売りにしたこの年のアメリカ代表は大方の予想を裏切り躍進。「Bチーム」と揶揄されたこのチームであったが、ローズは全戦スターターで出場を果たし、予選リーグから無敗で金メダルを獲得した。世界選手権での金メダルはローズにとっては初のことであり、アメリカ代表にとっても1994年以来14年振りだった。
この年のオフは、レブロン・ジェームズ、クリス・ボッシュなど多くの大物選手がＦＡとなった年であった。チームもこれを機に補強を進めようと、ボストン・セルティックスのアシスタントコーチを務めていたトム・シボドーをヘッドコーチとして迎え、体制を整えていた。
長らくリーダーとして活動していたカーク・ハインリックを放出し、サラリー・キャップを空けたチームは、カルロス・ブーザーを始めロスターの大半の顔ぶれが変わった。全くの新チームとなり、エース、リーダーとしての働きも期待されるローズであったが、その期待を越える活躍を見せた。
迎えたレギュラーシーズンでは開幕戦こそ落としたものの、2戦目となる2010年10月30日のデトロイト・ピストンズ戦ではいきなりキャリアハイとなる39得点を記録した。
2011年1月17日のメンフィス・グリズリーズ戦ではキャリア初となるトリプルダブル（22得点、12アシスト、10リバウンド）を達成。インサイドの核となるカルロス・ブーザーが怪我で24試合欠場し、同じくインサイドのジョアキム・ノアも34試合欠場する中、ローズは課題とされていたアウトサイドシュートの精度を上げ、司令塔兼スコアラーとして更なる成長を遂げた。同年1月27日には、ファン投票により自身初のNBAオールスターゲームのスターターに選出された。オールスターブレイク前の2011年2月17日のサンアントニオ・スパーズ戦ではキャリアハイとなる42得点を記録。これにより、ローズはシーズンMVP最有力候補と目されるようになる。
ローズに率いられたチームは62勝20敗と1997-98シーズン以来の好成績を上げ東地区首位の成績を残し、プレーオフ全体の第1シードも同時に獲得した。自身も25.0得点、7.7アシスト、4.1リバウンドと3部門全てでキャリアハイとなる好成績を記録した。マイケル・ジョーダン、ラリー・バードらと並びNBA史上7人目のシーズン平均で25得点以上、4.0リバウンド以上、7.5アシスト以上を記録した選手となった。
さらに1シーズン通算2000得点・600アシスト・300リバウンド超えを記録（オスカー・ロバートソン、ジョン・ハブリチェック、マイケル・ジョーダン、レブロン・ジェームズに続き史上5人目）。ポイントガードとしては史上初となった。
これらの活躍によりローズは2010-2011シーズンMVPを史上最年少となる22歳6カ月で受賞。1968-69シーズンのウェス・アンセルド以来実に42年振りとなる記録を更新した。
プレーオフではNBAタイ記録となる3試合連続30得点・7アシスト以上という記録を打ち立てたが、マイアミ・ヒートとのイースタンカンファレンスファイナルにおいて第2戦以降4連敗で敗退した。
プレーオフ平均27.1得点の活躍を見せたが、FGは39%と低迷。向上していた3Pも24%の成功率に留まった。
2011-12シーズン
再出発となるこの年は、NBA労使交渉の縺れによるロックアウトの影響で66試合の短縮シーズンとなった。新人契約最終年となるローズは、2011年11月に5年総額9480万ドルの契約を締結。名実共にブルズの顔となった。この契約はブルズのサラリーキャップスペースのおおよそ30%を占めるものであり、労使交渉後の新CBAにおける新人契約更改規定を適用した初めての例となった（これは通称「デリック・ローズルール」と呼ばれ、新人契約からの契約更改の際、一定条件を満たす選手が受けられる最大契約額を規定したもの）。また、同時期にはアディダスと14年総額2億5000万ドルの大型契約を締結した。これだけ長期かつ金額の大きな契約は非常に稀で、事実上の終身契約とも言われている。
前年に引き続き、強固なディフェンスと組織力でチームは好調を維持。短縮シーズンとなったこのシーズンも50勝16敗の成績で前年に引き続きリーグ最高勝率を挙げた。一方で、ローズ個人は故障で苦しみ続けるシーズンとなった。度重なる故障により出場試合数は39試合に留まり、個人成績は前年を下回る21.7得点、7.9アシスト、3.4リバウンドとなった。ただし前年度でMVPを獲得したローズの人気はそれでも衰えず、オールスター投票でドワイト・ハワードに次ぐ2番目の得票数で2度目のオールスター先発の座を手に入れている。
プレーオフ1回戦ではフィラデルフィア・セブンティシクサーズと対戦。このシリーズで、ローズは23得点、9アシスト、9リバウンドという成績で第1戦を勝利に導いたが、試合の残り1分22秒、12点リードして迎えたブルズのオフェンス時にドライブインしたローズはジャンプした瞬間にバランスを崩し、膝を押さえてコートに倒れた。そのままコーチやトレーナーに抱えられ退場したローズは、このシーズンで再びコートに戻ってくることはなかった。
試合後のMRI検査により、左膝前十字靭帯断裂と診断された。全治までに8～12カ月を要する大怪我であった。チームもローズ抜きでも戦えることを証明しようと奮闘するも、ジョアキム・ノアの捻挫による離脱で徐々に力尽き、第6戦で敗退。第1シードが第8シードに敗れた3例目となった。
2012-13シーズン
前述の故障により、2012年5月22日に手術を受け成功。リハビリを経て2013年1月にコンタクト有りのチーム練習に完全復帰したが、このシーズンでローズが試合に復帰することはなかった。
プライベートでは2012年10月9日、第一子となるデリック・ローズJr.が誕生している。また、同年地元シカゴのGiordano's Pizzaの共同所有者兼広報担当に就任した。
2013-14シーズン
故障からの完全復活を期したこのシーズン、ローズは2013年10月5日のプレシーズンマッチで待望の復帰を果たした。故障明けのブランクは残るものの、プレシーズン中に平均20.7得点、5アシストを記録し、ファンに復活をアピールした。レギュラーシーズン開幕戦で前年度チャンピオンのマイアミ・ヒートには敗れたものの、2日後のニューヨーク・ニックス戦では試合終了間際に逆転弾となるフローターを決めるなど、勝負強さは健在であった。しかしながら復帰した3試合でFG28.8%、平均5.7ターンオーバーを記録するなど順調とは言い難いスタートとなってしまう。そして2013年11月22日のポートランド・トレイルブレイザーズとの試合中にバランスを崩し、右膝を負傷。試合後のMRI検査により、右膝半月板断裂と診断された。2013年11月に手術することになり、手術終了後にチームよりシーズン全休が発表された。ローズはこのシーズン、合計10試合の出場に止まり、完全復活とはならなかった。
2014-15シーズン

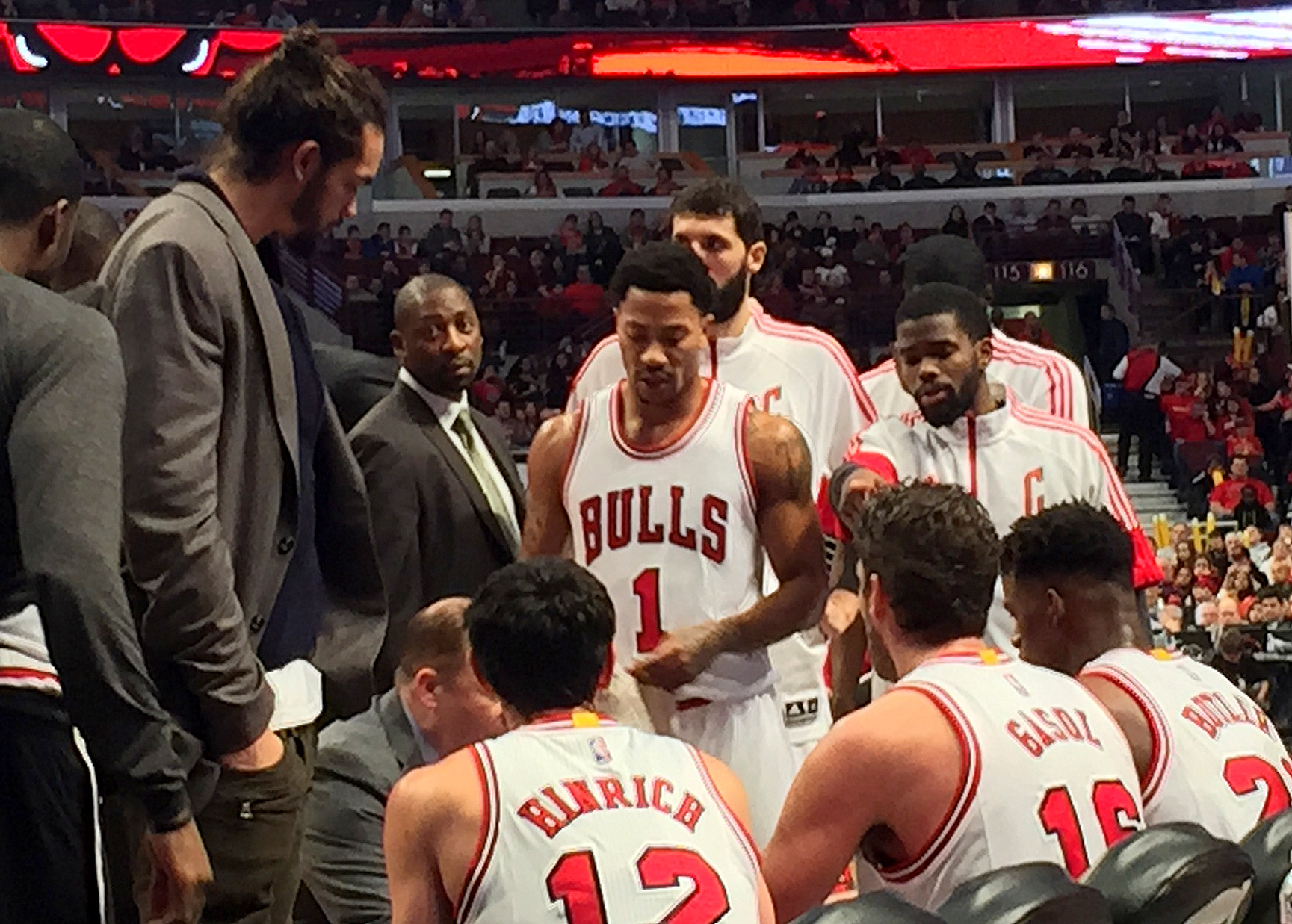
タイムアウト中のローズ（2015年）

2年連続怪我でシーズンを棒に振ってしまったローズであったが、この年のオフにはスペインで開催された世界選手権にアメリカ代表メンバーとして2010年以来の出場を果たした。この大会では再び若手中心となったチームでベンチから全試合に出場し、平均4.8得点、3.1アシスト、1.9リバウンドを記録。アメリカ代表チームは予選リーグから無敗で金メダルを獲得した。
再び大怪我からの完全復活を誓って挑んだこのシーズン、ローズは2010-2011シーズン以来最多となる46試合（2015年3月25日現在）に出場。2015年1月14日のワシントン・ウィザーズ戦ではシーズンハイとなる32得点を記録した。しかし、10月31日の開幕2戦目のクリーブランド・キャバリアーズ戦で右足首を捻挫し、その後もハムストリングを痛めるなど出場と欠場を繰り返す日々を送り、またしても故障に悩まされることになってしまう。
2015年2月24日、チームからローズの右膝に手術が必要であることが発表された。MRI検査により、右膝半月板部分断裂と判明した。2月27日に手術をし無事成功する。その後、リハビリを経て4月8日のオーランド・マジック戦で復帰した。2012年以来の出場となったプレーオフは、セミファイナルのクリーブランド・キャバリアーズ戦の第3戦で、決勝のブザービーターを決めたものの、レブロン・ジェームズの圧巻のパフォーマンスの前になすすべなく、チームは2勝4敗で力尽きた。

### ニューヨーク・ニックス
2016年6月22日、ニューヨーク・ニックスとの間で大型トレードが成立し、8シーズンを過ごした地元シカゴ・ブルズを後にすることになった。
2016-2017シーズン

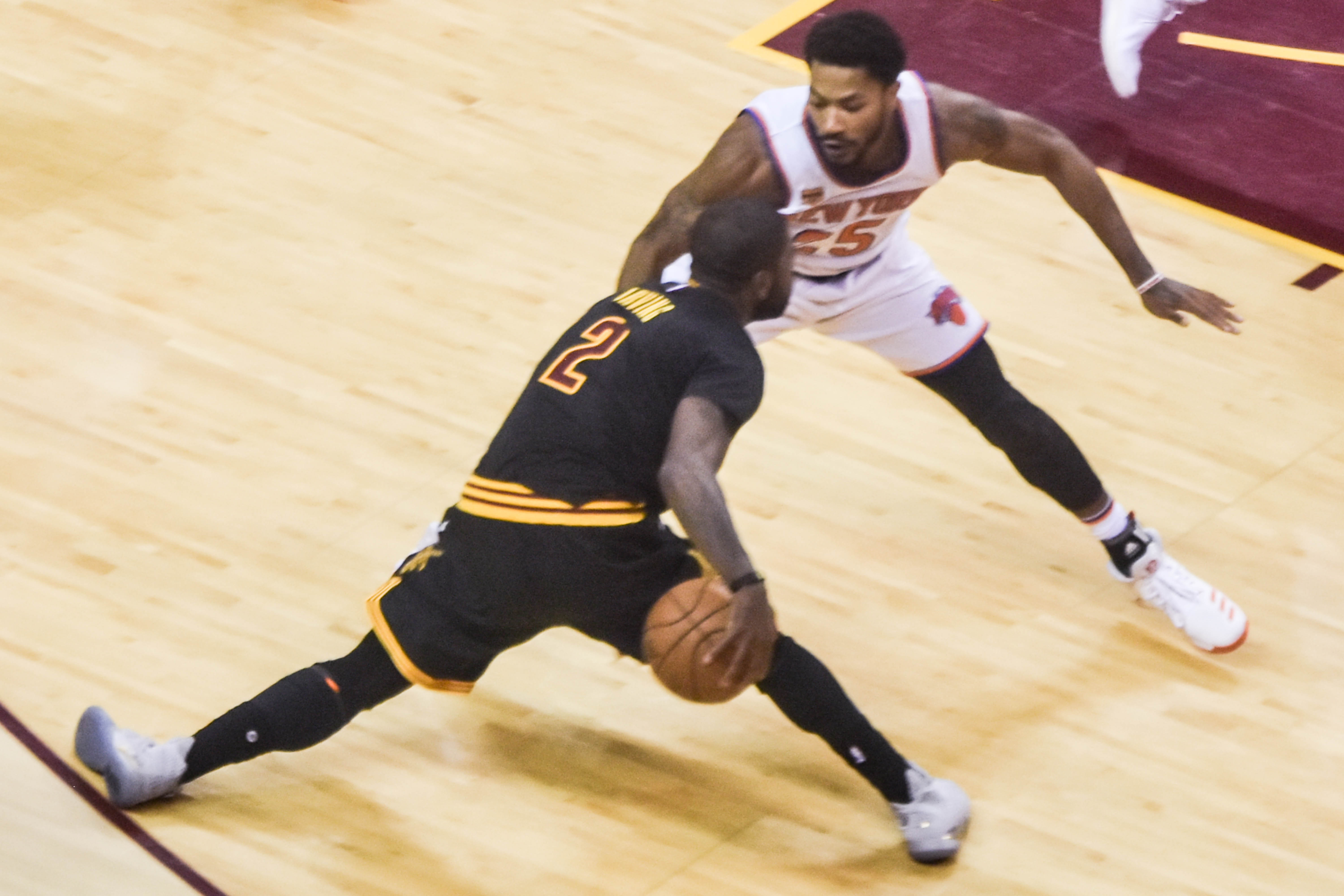
カイリー・アービングをディフェンスするローズ（2016年）

カーメロ・アンソニー、クリスタプス・ポルジンギスとBIG3を形成し、MVP復活という大きな期待を背負って入団したものの、新天地でのローズはニューヨークの環境に苦しみ、自身のプレーがチームの成績に結びつかず、2017年4月に左膝の半月板を断裂する重傷を負い、移籍1年目は不本意な形で終了した。

### クリーブランド・キャバリアーズ
2017-2018シーズン

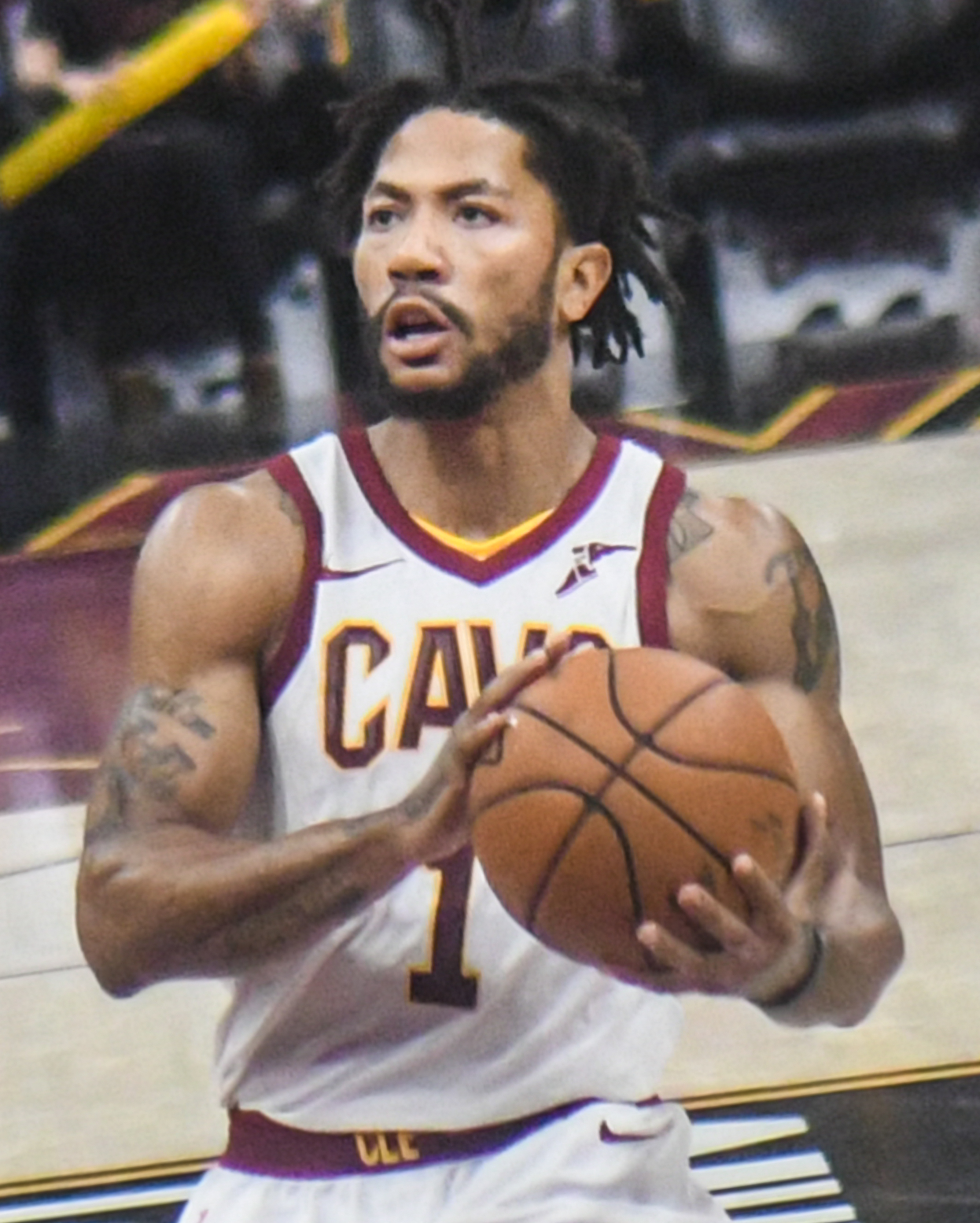
2017年のローズ

2017年7月24日、クリーブランド・キャバリアーズと1年総額210万ドルのベテランミニマムで契約予定であることが報じられた。
2018年2月8日、キャバリアーズ、サクラメント・キングスの絡んだ三角トレードでユタ・ジャズに移籍した。同年2月11日、ユタ・ジャズからウェイブされた。

### ミネソタ・ティンバーウルブズ
2018年3月8日、ミネソタ・ティンバーウルブズと契約した。
2018-2019シーズン
2018年10月31日、ユタ・ジャズ戦でキャリアハイとなる50得点を記録。ジャズの最後のシュートもブロックし、チームの勝利に貢献。試合後のインタビューでも涙を見せ、感動と復活を印象付けるシーンとなった。
2018年11月7日、ロサンゼルス・レイカーズ戦でキャリアハイとなる7本の3ptシュートを記録。
2019年6月24日、キャリアハイとなった50得点の試合で自身初のNBA最優秀モーメント賞を受賞した。

### デトロイト・ピストンズ
2018-2019シーズン終了後にフリーエージェントとなりデトロイト・ピストンズと2年総額1500万ドルの契約を結んだ
。
2019-2020シーズン
2019年10月24日の開幕戦では16得点、25日には27得点、27日には31得点で3試合平均25.3得点と全盛期を彷彿とさせる活躍を開幕戦から見せた。
2020年1月25日のメンフィス・グリズリーズ戦でキャリアハイとなる11試合連続20得点越えを果たした。
2020年2月2日、キャリアハイとなる14試合連続20得点を記録していたがデンバー・ナゲッツ戦で股関節を負傷して途中退場となり記録がストップした。この怪我により地元シカゴ開催の2020NBAオールスターのNBAスキルチャレンジへの出場を辞退した。
2020年2月28日、フェニックス・サンズ戦で今季自己最多に並ぶ31得点を記録し113-111で勝利し、連敗を7で止めた。
2020年3月1日、サクラメント・キングス戦の第2クォーターの途中、ゴール下に切り込みシュートを放ったローズは、相手選手の足に着地してしまい足首を痛めプレーを続けられなかった。ベンチに歩いて帰ったため軽傷と見られたがMRI検査の結果、最低でも2週間の戦線離脱となった。
2020-2021シーズン
ドラフトで同じポイントカードのキリアン・ヘイズ を指名したこともあり、今期は再びシックスマンとして起用された。

### ニックス復帰
2021年2月7日にデニス・スミス・ジュニアとドラフト2巡目指名権とのトレードで、かつて所属していたニックスに復帰した。ブルズ時代、ウルブズ時代の恩師トム・シボドーHCの下で3度プレーすることになった。自身が以前着けていた背番号25番、さらには1番が使用されていたため4番という新たな背番号でプレーすることになった。
2021年4月20日に、自身の生い立ちからミネソタ・ティンバーウルブズ在籍時の50点ゲームまでを綴った自伝『I'll Show You』の日本語版が発売された。
2021年5月9日日のロサンゼルス・クリッパーズ戦で途中出場し、32分でシーズン最多タイとなる25得点、6リバウンド、8アシストを記録した。フィールドゴールは11/17、スリーポイントは2/3とシュートタッチも抜群で106-100で勝利に貢献した。さらに、この試合でニックスの選手として2010年ネイト・ロビンソン以来、ベンチ出場で25点、5リバウンド、5アシスト、フィールドゴール成功率60%以上を達成した選手になった。
ローズの活躍もあり、ニックスは8年ぶりとなるプレーオフ進出を決めた。
このシーズンのオフにFAとなったが、2021年8月18日にニックスと3年総額4300万ドルで再契約した。
2022-23シーズン終了後にニックスからチームオプションを破棄され、FAとなった。

### メンフィス・グリズリーズ
2023年7月3日に、大学時代を過ごしたメンフィスに本拠地を置くメンフィス・グリズリーズと契約した。
ところが急遽デリックローズは2024年をもって引退した。
2025年1月4日に、シカゴブルズの公式Xアカウントよりローズがシカゴブルズ時代に着けていた背番号1番が、ブルズ史上5人目の永久欠番になると発表された。
そのセレモニーはその日のうちに行われ、観客はローズに大歓声とMVPチャントを送った

## 個人成績

### NBA

#### レギュラーシーズン
| シーズン     | チーム       | GP  | GS  | MPG  | FG%  | 3P%  | FT%   | RPG | APG | SPG | BPG | PPG  |
| ------------ | ------------ | --- | --- | ---- | ---- | ---- | ----- | --- | --- | --- | --- | ---- |
| 2008–09      | CHI          | 81  | 80  | 37.0 | .475 | .222 | .788  | 3.9 | 6.3 | .8  | .2  | 16.8 |
| 2009–10      | CHI          | 78  | 78  | 36.8 | .489 | .267 | .766  | 3.8 | 6.0 | .7  | .4  | 20.8 |
| 2010–11      | CHI          | 81  | 81  | 37.4 | .445 | .332 | .858  | 4.1 | 7.7 | 1.0 | .6  | 25.0 |
| 2011–12      | CHI          | 39  | 39  | 35.3 | .435 | .312 | .812  | 3.4 | 7.9 | .9  | .4  | 21.8 |
| 2013–14      | CHI          | 10  | 10  | 31.1 | .354 | .340 | .844  | 3.2 | 4.3 | .5  | .1  | 15.9 |
| 2014–15      | CHI          | 51  | 51  | 30.0 | .405 | .280 | .813  | 3.2 | 4.9 | .9  | .7  | 17.7 |
| 2015–16      | CHI          | 66  | 66  | 31.8 | .427 | .293 | .793  | 3.4 | 4.7 | .7  | .2  | 16.4 |
| 2016–17      | NYK          | 64  | 64  | 32.5 | .471 | .217 | .874  | 3.8 | 4.4 | .7  | .3  | 18.0 |
| 2017–18      | CLE          | 16  | 7   | 19.3 | .439 | .250 | .854  | 1.8 | 1.6 | .2  | .3  | 9.8  |
| 2017–18      | MIN          | 9   | 0   | 12.4 | .426 | .167 | 1.000 | 0.7 | 1.2 | .4  | .0  | 5.8  |
| 2018–19      | MIN          | 51  | 13  | 27.3 | .482 | .370 | .856  | 2.7 | 4.3 | .6  | .2  | 18.0 |
| 2019–20      | DET          | 50  | 15  | 26.0 | .490 | .306 | .871  | 2.4 | 5.6 | .8  | .3  | 18.1 |
| 2020–21      | DET          | 15  | 0   | 22.8 | .429 | .333 | .840  | 1.9 | 4.2 | 1.2 | .3  | 14.2 |
| 2020–21      | NYK          | 35  | 3   | 26.8 | .487 | .411 | .883  | 2.5 | 4.2 | .9  | .4  | 14.9 |
| 2021–22      | NYK          | 26  | 4   | 24.5 | .445 | .402 | .968  | 3.0 | 4.0 | .8  | .5  | 12.0 |
| 2022–23      | NYK          | 27  | 0   | 12.5 | .384 | .302 | .917  | 1.5 | 1.7 | .3  | .2  | 5.6  |
| 2023–24      | MEM          | 24  | 7   | 16.6 | .461 | .366 | .889  | 1.9 | 3.3 | .3  | .1  | 8.0  |
| 通算         | 通算         | 723 | 518 | 30.5 | .456 | .316 | .831  | 3.2 | 5.2 | .7  | .3  | 17.4 |
| オールスター | オールスター | 3   | 2   | 21.0 | .517 | .667 | .500  | 1.3 | 4.0 | 1.3 | .0  | 11.0 |

#### プレーオフ
| シーズン | チーム | GP | GS | MPG  | FG%  | 3P%  | FT%   | RPG | APG | SPG | BPG | PPG  |
| -------- | ------ | -- | -- | ---- | ---- | ---- | ----- | --- | --- | --- | --- | ---- |
| 2009     | CHI    | 7  | 7  | 44.7 | .492 | .000 | .800  | 6.3 | 6.4 | 0.6 | 0.7 | 19.7 |
| 2010     | CHI    | 5  | 5  | 42.4 | .456 | .333 | .818  | 3.4 | 7.2 | 0.8 | 0.0 | 26.8 |
| 2011     | CHI    | 16 | 16 | 40.6 | .396 | .248 | .828  | 4.3 | 7.7 | 1.4 | 0.7 | 27.1 |
| 2012     | CHI    | 1  | 1  | 37.0 | .391 | .500 | 1.000 | 9.0 | 9.0 | 1.0 | 1.0 | 23.0 |
| 2015     | CHI    | 12 | 12 | 37.8 | .396 | .348 | .897  | 4.8 | 6.5 | 1.2 | 0.5 | 20.3 |
| 2021     | NYK    | 5  | 3  | 35.0 | .476 | .471 | 1.000 | 4.0 | 5.0 | .4  | .2  | 19.4 |
| 2023     | NYK    | 1  | 0  | 3.0  | .000 | .000 | ---   | .0  | 1.0 | .0  | .0  | .0   |
| 通算     | 通算   | 52 | 44 | 37.7 | .426 | .322 | .845  | 4.3 | 6.3 | .9  | .5  | 21.9 |

### カレッジ
| シーズン | チーム     | GP | GS | MPG  | FG%  | 3P%  | FT%  | RPG | APG | SPG | BPG | PPG  |
| -------- | ---------- | -- | -- | ---- | ---- | ---- | ---- | --- | --- | --- | --- | ---- |
| 2007–08  | メンフィス | 40 | 40 | 29.2 | .477 | .337 | .712 | 4.5 | 4.7 | 1.2 | .4  | 14.9 |

## エピソード
- 漢字で「耐心」というタトゥーも入れている。意味は、Patience（忍耐）[19]。
- 東日本大震災が起こった際、「自分に何かできることはないか」と考え、自身が試合で1点決めるにつき1,000ドルというルールをつけ、自身が決めた点数分東北に寄付をした[20]。2013年9月に来日した際、仙台市のゼビオアリーナ仙台でバスケットボール教室を開いた[21]。
- ブルズ時代の背番号1のイメージが強いが、ニックス移籍以降は高校時代の背番号である25を好んで背負っている。これは高校の先輩であり、将来を嘱望されながら射殺されたシカゴバスケ界のレジェンドであるベン・ウィルソンへのリスペクトである[22]。